# Centro Cultural Bom Jardim
O Centro Cultural Bom Jardim (CCBJ) é um centro cultural localizado no bairro Bom Jardim, em Fortaleza, Ceará. foi inaugurado em dezembro de 2006.
O Centro Cultural Bom Jardim (CCBJ) é um equipamento das políticas públicas de arte e cultura do Ceará. É uma política inovadora ao que se propõe, pois, trata-se de um marco na história das políticas culturais do Estado, por caracterizar-se por ser um espaço voltado para divulgação, formação e produção cultural localizado em uma zona não-turística da capital Fortaleza. Esta particularidade lhe dá um caráter inovador, fazendo-lhe diferente de quase tudo o que se têm sempre feito em termos de promoção de políticas de arte e cultura em Fortaleza. Além disso, ou seja, de ser um bairro não-turistico, possui ainda a característica de estar inserido em uma comunidade periférica da cidade, com todos os condicionamentos históricos já citados acima. 
	Conta a sua história oral, compartilhada por seus funcionários e freqüentadores, que o CCBJ é fruto das manifestações e interesses dos movimentos sociais locais; estes, desde o surgimento do Centro, estavam organizados através da RAC – Rede de Arte e Cultura do Bom Jardim. A RAC e o CCBJ foram, enquanto aquela existia, importantes parceiros ao longo dos dois primeiros anos de história do CCBJ, relação mantida e aproxima após o surgimento do Núcleo de Formação, o setor do CCBJ que é o responsável pela democratização das várias linguagens artísticas através de suas políticas de formação, grupos de produção, oficinas, cursos, seminários e ações de parceria no tecido comunitário.
	O Centro Cultural Bom Jardim, do modo como foi pensado pelos movimentos sociais do bairro, possui uma estrutura adequada às manifestações nas várias linguagens. Desta forma, o CCBJ consegue possuir espaço apropriado tanto para suas funções de formação e produção cultural, quanto para a divulgação dos produtos ali produzidos. São quatro salas de aula, todas com ar condicionado, um teatro muito bem equipado, uma sala de dança, um ateliê, um estúdio de gravação, uma sala de exposições, uma ilha digital e uma biblioteca. Além destes espaços há três salas que comportam os setores administrativos, uma dezena de banheiros e um pátio central, onde ocorrem oficinas e eventos. 
	Os setores administrativos são três, todos interdependentes e hierarquicamente equivalentes: a Gerência de Infra-estrutura, a Administração e o Núcleo de Formação. A Gerência de Infra-estrutura é o setor administrativo responsável por todas as questões referentes à segurança, limpeza, manutenção de equipamentos, serviços gerais e apoio técnico à formação e aos eventos. A Administração é o setor responsável pela seleção e organização dos eventos, elaboração de materiais de divulgação, inscrições nos cursos, controle de horários dos funcionários, administração financeira, confecção de contratos dos artistas e professores e apoio logístico à utilização dos espaços físicos do Centro Cultural. Por último, porém não menos importante, o Núcleo de Formação, que é o setor responsável pelas políticas de formação cultural do CCBJ. As atividades do Núcleo de Formação, inauguradas em 2007 pela dançarina e coreógrafa Andrea Bardawil e pelo psicólogo social Weslay Mendonça, possuem foco na elaboração de planos de ação de formação em arte e cultura do Centro, organização e realização dos vários cursos, oficinas e seminários de arte-educação, realização quinzenal da reunião de professores, acompanhamento das atividades de formação através de constantes planos de avaliação e confecção de relatórios, realização de parcerias entre o CCBJ e as escolas, ONGs, equipamentos de assistência social e saúde do Bom Jardim, elaboração de planos de ação cultural-educativo do CCBJ na comunidade, formação e/ou recepção dos grupos locais de arte e suas demandas por formação, etc. Sua equipe é composta por um coordenador, um assistente psicopedagógico, dois técnicos de produção, um técnico de audiovisual, uma secretária e um núcleo de aproximadamente vinte e cinco arte-educadores.
O CCBJ é, desde sua inauguração, gerido pelo Instituto de Arte e Cultura do Ceará (IACC) que também gere o Centro Dragão do Mar de Arte e Cultura (CDMAC) e a Escola de Artes e Ofícios Thomaz Pompeu Sobrinho (EAO).